# Annika Schleu
Annika Schleu (ur. 3 kwietnia 1990 w Berlinie) – niemiecka pięcioboista nowoczesny, olimpijka, żołnierz Bundeswehry stopnia Oberfeldwebel.

## Kariera
Zawodniczka TSV Spandau. Karierę sportową rozpoczęła w 2000 roku. W 2005 roku po raz pierwszy wzięła udział w zawodach międzynarodowych: na mistrzostwach Europy juniorów B we włoskim Montepulciano oraz na mistrzostwach świata U-19, na których zajęła odpowiednio 7. i 15. miejsce. Wkrótce zaczęła odnosić sukcesy w zawodach juniorskich: indywidualne wicemistrzostwo świata juniorów 2007 w Pretorii, indywidualne wicemistrzostwo Europy juniorów 2008 w polskim Drzonkowie oraz brązowy medal w mistrzostwach Europy juniorów 2009 w bułgarskiej Albenie.
W 2010 roku zadebiutowała w seniorskich zawodach: 11 kwietnia 2010 roku w angielskim Medway w Pucharze Świata (21. miejsce). Podczas mistrzostw świata w chińskim Chengdu zajął 13. miejsce w konkursie indywidualnym oraz 3. miejsce drużynowo wraz z Leną Schöneborn i Evą Trautmann.
W 2011 zaczęła odnosić pierwsze sukcesy w seniorskich zawodach. 29 maja 2011 roku w tym samym miejscu podczas Pucharu Świata zajęła 3. miejsce, stając tym samym po raz pierwszy na podium w zawodach tej rangi. Na mistrzostwach świata w Moskwie wraz z Leną Schöneborn i Evą Trautmann zdobyła złoty medal drużynowo oraz srebrny medal w sztafecie, natomiast na mistrzostwach Europy w angielskim Medway złoty medal w sztafecie oraz srebrny medal drużynowo.
W 2012 roku wystąpiła we wszystkich zawodach Pucharu Świata (6. miejsce w Rostowie). Na mistrzostwach świata 2012 w Rzymie zdobyła złoty medal w sztafecie wraz z Leną Schöneborn i Janine Kohlmann, wyprzedzając sztafetę z Chin oraz Wielkiej Brytanii. W lipcu br., dzięki zajęciu 9. miejsca w światowym rankingu zakwalifikowała się pierwsze swoje Letnie Igrzyska Olimpijskie 2012 w Londynie, na których zajęła odległe, 26. miejsce w konkursie indywidualnym. W październiku br. po raz pierwszy w karierze sportowej została indywidualną mistrzynią Niemiec.
W następnych latach umacniała swoją pozycję w niemieckiej drużynie narodowej, startując regularnie w zawodach Pucharu Świata oraz w innych zawodach międzynarodowych: na mistrzostwach Europy 2013 w polskim Drzonkowie zdobyła dwa brązowe medale: drużynowo z Ronją Doring i Leną Schöneborn oraz w sztafecie z Claudią Knack i Leną Schöneborn. W 2014 roku na mistrzostwach Europy w węgierskim Székesfehérvár zdobyła złoty medal drużynowo z Leną Schöneborn i Janine Kohlmann oraz srebrny medal w sztafecie z Leną Schöneborn oraz zajął 2. miejsce w Pucharze Kremla.
Na mistrzostwach Europy 2015 w angielskim Bath zdobyła złoty medal w sztafecie z Leną Schöneborn oraz srebrny medal drużynowo z Leną Schöneborn i Janine Kohlmann, przegrywając jedynie z polską drużyna (Anna Maliszewska, Aleksandra Skarzyńska, Oktawia Nowacka), natomiast na mistrzostwach świata 2015 w Berlinie zdobyła srebrny medal drużynowo z Leną Schöneborn i Janine Kohlmann.
W 2016 roku na mistrzostwach świata w Moskwie zdobyła brązowy medal drużynowo z Leną Schöneborn i Janine Kohlmann oraz złoty medal w sztafecie z Leną Schöneborn, a także osiągnęła swój największy indywidualny sukces, zajmując 4. miejsce na turnieju olimpijskim 2016 w Rio de Janeiro.
Na mistrzostwach Europy 2017 w Mińsku zdobyła złoty medal w sztafecie z Leną Schöneborn, a na mistrzostwach świata 2017 w Kairze zdobyła złoty medal w sztafecie z Leną Schöneborn oraz brązowy medal drużynowo z Alexandrą Bettinellil i Leną Schöneborn, natomiast mistrzostwa świata 2018 w Meksyku były najlepszymi w jej wykonaniu, bowiem zdobyła medale we wszystkich konkurencjach: srebrny medal indywidualnie i w sztafecie z Ronją Steinborn oraz brązowy medal z Janine Kohlmann i Anną Matthes.
Następnie drużynowo z Rebeccą Langrehr i Janine Kohlmann zdobyła mistrzostwo (2021) i wicemistrzostwo (2019).

### Skandal na igrzyskach w Tokio
W 2021 roku Schleu wzięła udział na trzecich Letnich Igrzyskach Olimpijskich 2020 w Tokio. W konkurencji indywidualnej, po dwóch dyscyplinach (szermierka i pływanie) prowadziła. Podczas konkurencji skoków przez przeszkody prowadziła konia Saint Boy, który niespodziewanie odmawiał przeskakiwania przeszkód na torze. Czwarta odmowa zwierzęcia spowodowała dyskwalifikację zawodniczki i sklasyfikowanie jej na 31. miejscu.
Już podczas próby zawodniczki reprezentującej Rosyjski Komitet Olimpijski, Gulnaz Gubajdulliny Saint Boy trzykrotnie odmówił przeskoczenia przeszkód, a następnie zepchnął się na skraj toru, tak że nie było czwartej odmowy, co oznaczałoby usunięcie konia z zawodów, po czym zawodniczka została zdyskwalifikowana z powodu przekroczenia limitu czasu, jednak zwierzę według lekarza weterynarii było zdolne do dalszego udziału w zawodach. Wielokrotne użycie przez Schleu ostróg i szpicruty, a także prośba trenerki, Kim Raisner, aby „właściwie uderzyła konia” wywołała krytykę w mediach i była czasami postrzegana jako okrucieństwo wobec zwierząt.
Za swój czyn trenerka została przez Międzynarodową Unię Pięcioboju Nowoczesnego (UIPM) zdyskwalifikowana z dalszego udziału w zawodach. Sprawa wywołała intensywną debatę na temat udziału zwierząt w sporcie. 6 września 2021 roku Komisja Dyscyplinarna UIPM zakazała Schleu nadużywania ostróg i szpicruty, a sama zawodniczka uniknęła konsekwencji za swój czyn.